# ستيفان كيسي
ستيفان كيسي (24 أغسطس 1993 - ) (بالإنجليزية: Stephan Casey)‏ هو لاعب كريكت جامايكي.

## وصلات خارجية
- ستيفان كيسي على موقع إي آس بي آن كريك إنفو (الإنجليزية)